# انتخابات مجلس شورای ملی (۱۳۱۱)
انتخابات مجلس نهم ایران در سال ۱۳۱۱ برگزار شد. این مجلس در ۲۴ اسفند ماه گشوده شد.